# Ruta Estatal de Nevada 780
La Ruta Estatal de Nevada 780, y abreviada SR 780 (en inglés: Nevada State Route 780) es una carretera estatal estadounidense ubicada en el estado de Nevada. La carretera tiene una longitud de 3,5 km (2.2 mi).

## Mantenimiento
Al igual que las autopistas interestatales, y las rutas federales y el resto de carreteras estatales, la Ruta Estatal de Nevada 780 es administrada y mantenida por el Departamento de Transporte de Nevada por sus siglas en inglés Nevada DOT.